# Navanethem Pillay

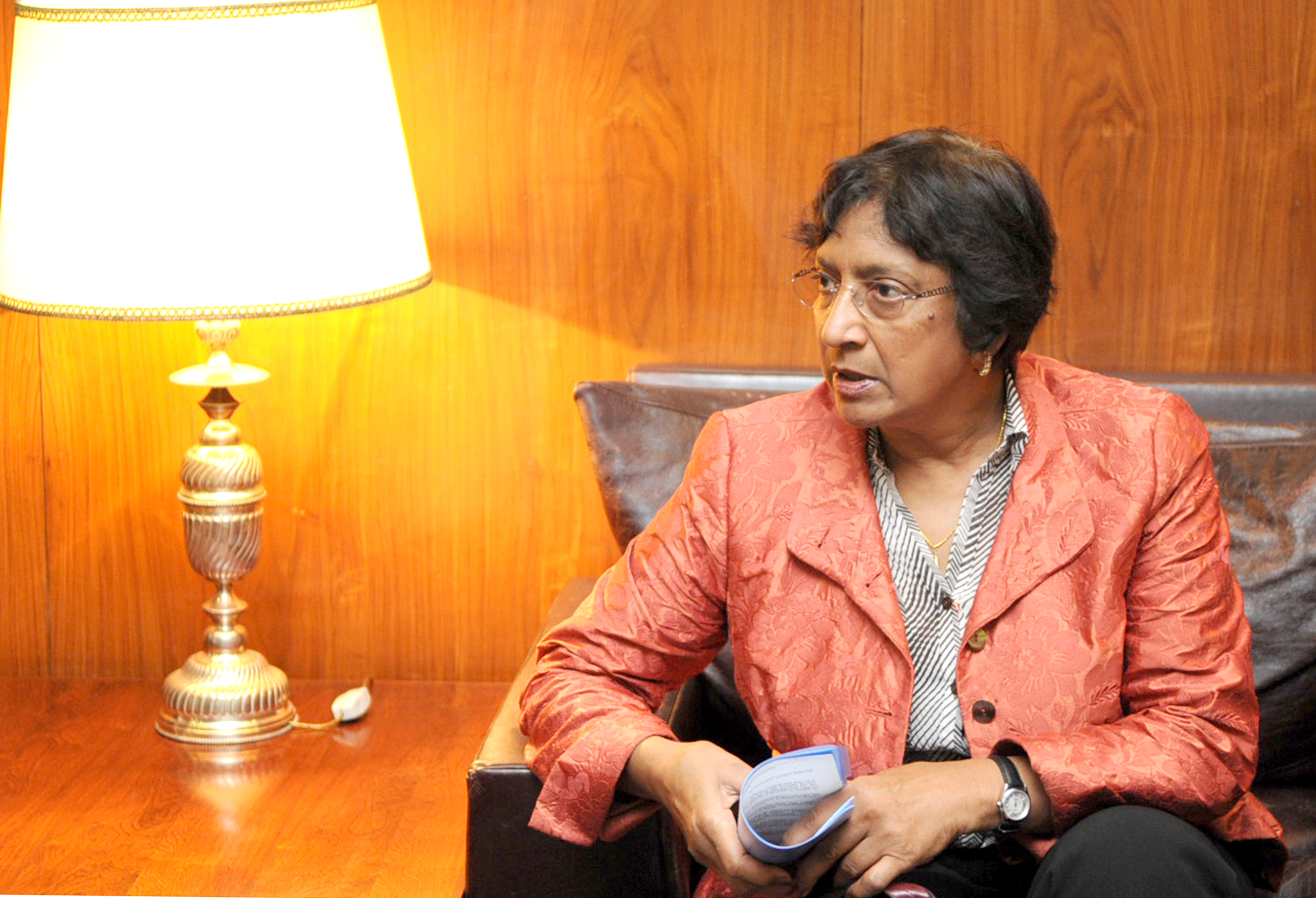
Navanethem Pillay

Navanethem "Navi" Pillay (ur. 23 września 1941 w Durbanie), prawniczka południowoafrykańska.
Była pierwszą kobietą wykonującą zawód prawniczy w prowincji RPA Natal (1967) oraz pierwszą nie-białą kobietą w Sądzie Najwyższym. Jako adwokat wielokrotnie broniła przeciwników apartheidu. W maju 1995 została wybrana na sędziego Międzynarodowego Trybunału Karnego ds. Zbrodni w Rwandzie (1998 wybrana na kolejną kadencję), w latach 1999–2003 była prezydentem Trybunału. W marcu 2003 przeszła do pracy w Międzynarodowym Trybunale Karnym, po wyborze na 6-letnią kadencję sędziowską. Mandat sędziowski złożyła w sierpniu 2008, z początkiem września tegoż roku obejmując funkcję Wysokiego Komisarza Narodów Zjednoczonych do spraw Praw Człowieka.
Autorka publikacji dotyczących międzynarodowego prawa karnego, międzynarodowego prawa humanitarnego, praw człowieka, w szczególności przestępstw przemocy seksualnej w konfliktach międzynarodowych.
W 2013 Pillay zainicjowała globalną kampanię ONZ Free and Equal (Wolni i równi) mającej na celu edukowanie społeczeństwa, by zapewnienić większy szacunek dla praw osób homoseksualnych, biseksualnych, transpłciowych i interpłciowych na całym świecie.